# Хуан Мануель Лопес (боксер, Пуерто-Рико)
Хуан Мануель Лопес (ісп. Juan Manuel Lopez; 30 червня 1983, Ріо-Пиєдрас, Пуерто-Рико) — пуерториканський боксер-професіонал, виступає у легкій вазі. Чемпіон світу у другій легшій вазі за версією WBO (2008—2010) і напівлегкій вазі за версією WBO (2010—2011).

## Любительська кар'єра
Лопес почав займатися боксом, коли йому було десять років. Він вигравав Пуерториканський національний чемпіонат 5 разів поспіль в період 2000-2004 років. Лопес представляв Пуерто-Рико на міжнародному рівні, виступаючи у ваговій категорії до 54 кг. У 2001 на Панамериканському чемпіонаті посів друге місце. У 2003 році виступив на Панамериканських іграх, організованих в Санто-Домінго. Взяв участь в літніх Олімпійських іграх 2004, що відбувалися в Афінах. Любительський рекорд Лопеса склав 126 перемог і 24 поразки.

## Професіональна кар'єра
Дебютував Хуан Мануель Лопес в січні 2005 года.

### Лопес — Понсе I
У червні 2008 року Лопес вийшов на ринг проти чемпіона світу у другій легшій вазі за версією WBO мексиканця Даніеля Понсе. В середині 1-го раунду Лопес провів зустрічний хук в щелепу і мексиканець, захитавшись, впав на підлогу. Він піднявся на рахунок 5. Лопес кинувся його добивати. Чемпіон спробував піти на захист, але довго простояти на зміг. Лопес загнав його в кут і провів серію точних хуків в щелепу. Понсе де Леон звалився на канвас. Він ледве встав, але тут же впав на канати. Рефері припинив відлік і зупинив бій. Хуан Мануель став новим чемпіоном WBO.

### Лопес — Фігуероа
У жовтні 2008 року Лопес зустрівся з мексиканцем Сесаром Фігуероа . Обидва боксери почали бій обережно, тримаючись на дистанції. На початку 1-го раунду Лопес пробив лівий крос в голову і відразу ж лівий хук в щелепу. Мексиканець звалився на підлогу. Потім він сів на коліна, але так і не зміг піднятися на рахунок 10. Рефері зафіксував нокаут. За весь бій обидва боксери на двох провели всього два точні удари, які і привели до нокауту.

### Лопес — Медіна
У вересні 2008 року відбувся бій між Хуаном Мануелем Лопесом і аргентинцем Сержіо Мануелем Медіною . На початку 1-го раунду Лопес притиснув супротивника до канатів і викинув серію ударів по корпусу. Медіна постояв трохи в глухій обороні, після чого опустився на підлогу. Він піднявся на рахунок 6. Лопес відразу ж притиснув супротивника до кута і провів серію хуків в голову. Медіна знову опустився на підлогу. Він піднявся на рахунок 3. Лопес знову почав його добивати. Аргентинець притулився в канатах і зрідка відповідав. В середині 1-го раунду пуерториканець знову провів серію ударів у корпус. Претендент знову опустився на підлогу. Рефері припинив бій, не відкриваючи рахунок. Медіна рішення не оскаржував. Коментатори HBO назвали перемогу легкою. Поєдинок проходив в рамках шоу, організованого телеканалом HBO, головною подією якого був бій Менні Пак'яо — Оскар Де Ла Хойя.
У 2010 році Хуан піднявся в напівлегку вагу.
23 січня 2010 виграв титул чемпіона світу за версією WBO в напівлегкій вазі в бою з Стівеном Луевано.

### Лопес — Салідо I
У 2011 році програв титул мексиканцю Орландо Салідо. Бій розпочинався спокійно - суперники не хотіли ризикувати. У 4 раунді Салідо почав пресингувати Лопеса, а у 5 надіслав його у важкий нокдаун. У 7 раунді Лопес доклав всіх зусиль, щоб здобути дострокову перемогу, але у 8 раунді Салідо зачепив Лопеса і вже не відпустив, забиваючи в куті рингу, поки рефері не зупинив бій.

### Лопес — Салідо II
У 2012 році Лопес намагався повернути титул в реванші проти Салідо, але знов програв. Салідо знов святкував дострокову перемогу, на цей раз у 10 раунді видовищного і насиченого подіями поєдинку. У 5 раунді Орландо вдалося потрясти Хуана, але в наступному епізоді він сам опинився у нокдауні. А у 10 раунді Лопес пропустив аперкот і опинився у важкому нокдауні. Він зумів піднятися, але рефері вирішив за доцільне зупинити бій.

### Лопес — Гарсія
15 червня 2013 року в чемпіонському бою у тій же ваговій категорії Хуан програв бій за вакантний пояс WBO Майкі Гарсії. Чемпіонський пояс Гарсія втратив на зважуванні, коли не зумів вкластись в ліміт напівлегкої категорії. В бою Майкі з перших секунд почав активно використовувати джеб, а в 2 раунді зумів надіслати Лопеса в нокдаун. У 3 раунді Лопес терпів атаки Гарсії практично не контратакуючи, а у 4 раунді пропустив цілу серію акцентованих ударів, після якої опинився в нокдауні і , незважаючи на те, що зумів піднятися з настилу рингу, не мав сил для продовження бою.

### Лопес — Понсе II
15 березня 2014 року Лопес знову переміг нокаутом Даніеля Понсе. Їх другий бій був не набагато довший за перший. Вже у другому раунді Даніелю вдалося надіслати Хуана в нокдаун, але коли він кинувся добивати, Лопес піймав його контрударом, важко звалившим Понсе в нокдаун. Спроба мексиканця протриматися до кінця раунду була невдалою. Після ще одного нокдауна і послідувавшого за цим побиття рефері зупинив бій.

### Лопес — Варгас
12 липня 2014 року Лопес зазнав поразки в бою з непереможним мексиканцем Франсіско Варгасом (20-0-1, 14 КО). Варгас мав перевагу у перших двох раундах, а у третьому надіслав Лопеса в нокдаун. Гонг на перерву врятував Хуана від нокауту, але в перерві кут пуерториканця вирішив припинити бій.

### Лопес — Куеллар
11 вересня 2014 року Лопес прийняв бій в напівлегкій вазі з "тимчасовим" чемпіоном WBA Хесусом Куелларом, але і тут йому не пощастило. Аргентинець просто задавив його ударною потужністю. Вже в другому раунді Куеллар провів серію з бокових ударів, зваливши Лопеса на настил, після чого представники команди пуерториканця вискочили на ринг, щоб приводити свого бійця до тями.
Ця поразка стала п'ятою для Лопеса в кар'єрі і п'ятою достроковою у дев'яти останніх поєдинках.

### Лопес — Васкес
Більше ніж через два роки Лопес повернувся в ринг. 29 жовтня 2016 року в Сан-Хуані, Пуерто-Рико Лопес зустрівся в бою з співвітчизником Вільфредо Васкесом-молодшим. Бій, в якому Хуан переміг технічним нокаутом у 11 раунді, навряд чи запам'ятався б вболівальникам, якби після нокауту Васкеса Лопес не побіг у кут противника, де зіткнувся з його тренером Альбертом Рівера. І після кількох реплік між ними в ринзі розпочався новий бій, в якому один (Рівера) був без рукавиць. Забіяк розняли, а пізніше професіональна боксерська комісія провела розслідування інциденту і дискваліфікувала Лопеса на 6 місяців, оштрафувавши при цьому ще й на 1000 $. Іншого учасника бійки Ріверу оштрафували на 500 $.
У 2018 році Лопес програв співвітчизнику Джейсону Велесу, за традицією достроково.